# 索隆拉沙佩勒
索隆拉沙佩勒（法語：Saulon-la-Chapelle，法語發音：[solɔ̃ la ʃapɛl]）是法国科多尔省的一个市镇，位于该省东部，属于第戎区。

## 地理
索隆拉沙佩勒（47°12'54"N, 5°5'19"E）面积9.99 平方千米，位于法国勃艮第-弗朗什-孔泰大區科多尔省，该省份为法国中东部省份，北起奥布省，西接涅夫勒省和约讷省，南至索恩-卢瓦尔省，东南接汝拉省，东临上索恩省，东北部与上马恩省接壤。
与索隆拉沙佩勒接壤的市镇（或旧市镇、城区）包括：布勒特尼耶尔、伊泽尔、巴尔日、费奈、隆日库尔昂普莱讷、努瓦龙苏热夫雷、索隆拉吕、托雷昂普莱讷。

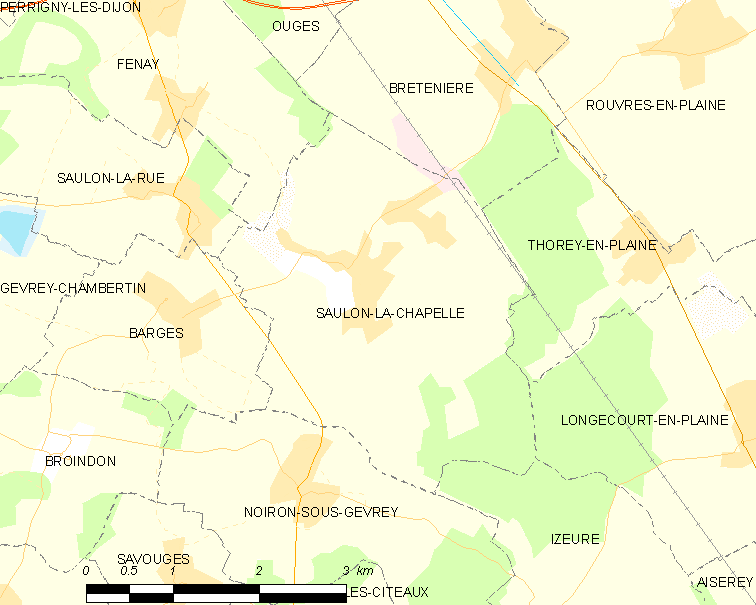
索隆拉沙佩勒的OSM定位图

索隆拉沙佩勒的时区为UTC+01:00、UTC+02:00（夏令时）。

## 行政
索隆拉沙佩勒的邮政编码为21910，INSEE市镇编码为21585。

## 政治
索隆拉沙佩勒所属的省级选区为尼伊圣乔治县。

## 人口

1962-2008年间索隆拉沙佩勒人口变化图示

索隆拉沙佩勒于2022年1月1日时的人口数量为1030人。